# Letture
Letture è stato un mensile di studi e rassegne nato a Milano nel 1946 e pubblicato fino al 2009.

## Storia

### Dalla fondazione al 1956
Nel 1945, all'indomani della fine della seconda guerra mondiale, l'arcivescovo di Milano cardinale Schuster chiese ai Gesuiti del Centro San Fedele di riprendere le pubblicazioni della Rivista di Letture, fondata dal sacerdote milanese Giovanni Casati. Apparso dal 1914 al 1945, il periodico pubblicava recensioni delle novità librarie allo scopo di guidare le scelte del pubblico cattolico interessato alle "buone letture". 
Nel 1946 i padri Giuseppe Valentini, Cipriano Casella e Achille Colombo diedero vita alla rivista. Negli anni si susseguirono altri collaboratori, tra cui i padri Guido Sommavilla, Alessandro Scurani, Armando Guidetti, Giuseppe Brunetta, Gabriele Casolari e Gaetano Bisol.
Letture era rivolta ad un pubblico cattolico e si offriva come guida cristiana alla lettura con una sintesi dei libri analizzati e un giudizio morale su ogni testo preso in esame.
La rivista era divisa in varie parti: si presentava con note brevi sugli scrittori contemporanei, alle quali facevano seguito le recensioni che venivano divise per genere letterario, distinguendo la narrativa italiana da quella straniera, il teatro, la letteratura, l'arte, la religione, le scienze, le biografie-monografie, i documenti, le riviste.
Durante i primi anni il carattere dei giudizi dati sui testi fu di tipo moralistico e sulla difensiva. Furono "vivamente sconsigliati" molti titoli anche molto popolari, come Agostino di Alberto Moravia, Santuario di Faulkner, Il muro di Sartre, Il garofano rosso di Elio Vittorini ed altri. D'altra parte la rivista ebbe il merito di segnalare al pubblico cattolico i più eminenti scrittori francesi. Furono recensiti: Léon Bloy e Charles Péguy, Paul Claudel e Julien Green, Georges Bernanos e François Mauriac.
Negli anni cinquanta la rivista divenne un punto di riferimento per sacerdoti e laici, insegnanti e bibliotecari; aumentarono gli articoli su temi generali come l'industria editoriale, la libertà di stampa, il rapporto tra morale e letteratura.

### Dal 1957 al 1993
Dal gennaio 1957 Letture apparve in un nuovo formato. La rivista si ampliò e si trasformò in "Rassegna critica del libro e dello spettacolo"; nacquero rubriche di critica cinematografica e critica teatrale. La scelta di dedicarsi al cinema e al teatro si dimostrò vincente in particolare negli anni Sessanta, quando ci fu il boom dei cineforum, soprattutto nelle parrocchie, nei circoli cattolici e nei gruppi giovanili.

### Dal 1994 alla chiusura
Nel 1994 Letture entrò a far parte del gruppo Periodici San Paolo, il quale si caricò dell'onere della continuazione della rivista.
Sospese la pubblicazione nel 2009, con il numero di maggio.

## Direttori
Gestione dei padri Gesuiti
- Giuseppe Valentini (1946 - 16 novembre 1979)
- Alessandro Scurani (1980 - 1994)[6]

Gestione Periodici San Paolo
- don Giusto Truglia (1994 - dicembre 1999)[7]
- don Antonio Rizzolo (gennaio 2000 - maggio 2009)